# Phanaeus martinezorum
Phanaeus martinezorum är en skalbaggsart som beskrevs av Arnaud 2000. Phanaeus martinezorum ingår i släktet Phanaeus och familjen bladhorningar. Inga underarter finns listade i Catalogue of Life.